# Điệu Binh Sơn
Điệu Binh Sơn (chữ Hán giản thể: 调兵山市, âm Hán Việt: Điệu Binh Sơn thị) là một thành phố cấp huyện của địa cấp thị Thiết Lĩnh, tỉnh Liêu Ninh, Cộng hòa Nhân dân Trung Hoa. Thành phố Điệu Binh Sơn nằm ở phía bắc của Liêu Đông, nằm giữa Thiết Lĩnh và Pháp Quân. Thành phố này có diện tích 263 km², dân số 240.000 người (năm 2002). Mã số bưu chính của Điệu Binh Sơn là 112700, mã vùng điện thoại là 0410. Chính quyền thành phố đóng tại đường Dục Tài thuộc nhai đạo Điệu Binh Sơn. Thành phố Điệu Binh Sơn được chia thành 7 trấn: Điệu Binh Sơn, Thiết Pháp, Hiểu Minh, Cô Sơn Tử, Hiểu Nam, Tiểu Thanh, Đại Minh.